# Тингмосганг
Тингмосганг (англ. Tingmosgang) — город в Ладакхе, Индия. Расположен на берегу реки Инд.

## История
Тингмосганг был основан королём Драг-па-Бумом, который сделал его столицей подконтрольной ему территории. В 1684 году был подписан «Договор Тингмосганга» между Ладакхом и Тибетом, согласно которому были определены границы (сохранившиеся по сей день). Кроме того, были подписаны ряд религиозных и торговых соглашений.